# Музафар Алімбаєв
Музафар Алімбаєв (29 жовтня 1923, Семипалатинська губернія, Киргизька АРСР, РРФСР, СРСР — 26 листопада 2017, Алмати, Казахстан) — казахський поет і перекладач, літературознавець, дитячий письменник. Лауреат Державної премії Казахської РСР. Заслужений працівник культури Казахської РСР (1978), Народний письменник Казахстану (1994). Учасник Великої Вітчизняної війни.

## Біографія
Народився в аулі Маралди Щербактинського району Семипалатинської губернії. Походить з підроду каксал роду шегендик племені аргин.
Учасник Великої Вітчизняної війни.
У 1948—1958 роках працював завідувачем відділу журналу «Піонер», завідувачем відділу та заступником головного редактора газети «Казах адебієті» (каз. «Қазақ әдебиеті»).
У 1958—1986 роках — головний редактор журналу «Балдирган» (каз. «Балдырған»).
У 1965 році закінчив КазГУ.
26 листопада 2017 року помер на 94-му році життя. Похований на Кенсайському цвинтарі Алмати.

## Творчість
Свій поетичний шлях розпочав у 1939 році. Перша книга віршів «Пісні про Караганду» вийшла у 1952 році.
У наступні роки були видані поетичні збірки «Моєму супернику» (1954), «Вище-вище» (1955), «Лірика» (1958), «Підсніжник» (1959), «На лоні Алатау», «Мій Казахстан» (обидва — 1960), «Урак-невмійка» (1962), «Шляхи пісні» (1964), «Шепіт серця» (1967), «Вічний вогонь» (1969), «Дивна пора — дитинство» (1973), «Аксерек і Коксерек» (1977), «Хазяйка повітряних доріг» (1983 рік, за цю книгу Алімбаєв отримав Державну премію Казахської РСР) та ін.
Помітний внесок Музафар Алімбаєв зробив казахську дитячу літературу. Крім художніх творів, йому належать книги: «Думки про виховання дітей» (1972), «Народ — вихователь» (1977), «Зі щоденника серця» (1980), в яких розглянуто проблеми морального й естетичного виховання молодого покоління. На багато віршів поета складено пісні.
Про військовий подвиг Р. Кошкарбаєва, учасника штурму рейхстагу у Берліні, розповідає поема «Водрузившие знамя» (1974).
Алімбаєв переклав казахською мовою прислів'я та приказки багатьох народів світу, які увійшли до книги «666 прислів'їв і приказок» (1960). Алімбаєв підготовив також збірки «Прислів'я та приказки різних народів», «Прислів'я різних народів про працю» та монографія «Образні слова — загальний скарб» (1967) — про теоретичні проблеми та практику перекладу прислів'їв та приказок.
У збірнику літературно-критичних статей «Сила пера» (1976) розглянуто життя та творчість казахських письменників М. О. Ауезова, С. М. Муканова, Г. Мусрепова, М. Іманжанова, К. Р. Аманжолова, І. Байзакова, проблемні статті про сучасну казахську літературу. Алімбаєв переклав казахською мовою твори О. С. Пушкіна, М. Ю. Лермонтова, М. В. Ісаковського, М. С. Тихонова, Сулхан-Саби Орбеліані, Т. Сатилганова, Райніса, Фірдоусі, Сааді, Ш. Петефі, Г. Аполлінера, Ю. Фучіка, Н. Хікмета. Він один із перекладачів казахською мовою киргизького героїчного епосу «Манас». Твори Алімбаєва перекладені багатьма мовами народів СНД і зарубіжних країн.

## Твори
1. Көңіл күнделігінен. Эссе. — 1980;
2. Маржан сөз. Мақалдар. — А., 1982;
3. Таңдамалы, 2 томдық. өлеңдер, поэмалар, аныздар. — А., 1983;
4. Ақмадайлим. өлеңдер. — А., 1984;
5. Сүймеген журек семеді, Өлеңдер — А., 1987;
6. Казахская песня. — А.-А., 1957;
7. Казахские степи. — М., 1958;
8. Что на что похоже? Стихи для детей. — А.-А., 1985;
9. Служба добру. Стихотворения. — А.-А. 1986.
10. Ана тілім ғажап деп айта аламын

## Нагороди та премії
- Орден Вітчизняної війни II ступеня (11.03.1985)[3]
- Медаль «За трудову відзнаку» (03.01.1959), а також інші медалі
- Державна премія Казахської РСР (1984)
- Заслужений працівник культури Казахської РСР (1978)[1]
- Народний письменник Казахстану (1994)[1]
- Почесний громадянин Павлодарської області
- Державна стипендія Першого Президента Республіки Казахстан — Лідера Нації у галузі культури (2016)[4][5]
- 2008 — Орден Вітчизни